# Saeed Saleh
Saeed Saleh (Sa'eed Saleh Ibrahim, سعيد صالح إبراهيم), né le 31 juillet 1940 à Menufeya (Égypte) et mort le 1er août 2014 au Caire (Égypte), est un acteur égyptien.

## Filmographie (liste sélective)
- 1985 : Nos arnab
- 1986 : Salam Ya Sahby
- 1994 : Al-Suqout Fi Bir Sabe

## Théâtre  (liste sélective)
- Madrasat al mouchaghibin
- El Eyal Kebret